# Montuherkhopsef (III. Ramszesz fia)

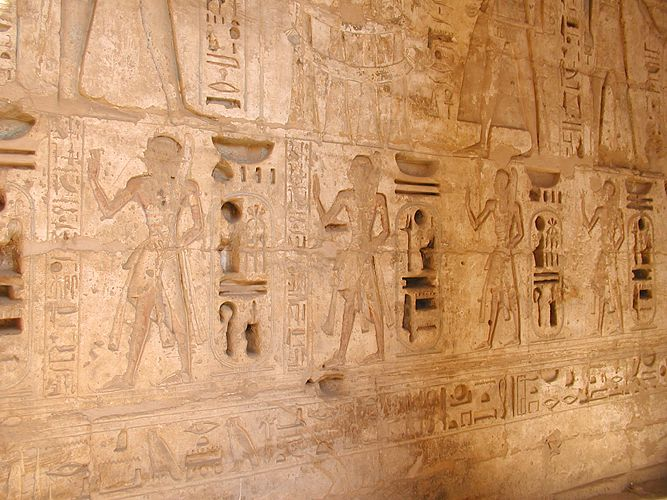
A hercegek ábrázolása III. Ramszesz Medinet Habu-i templomában

Montuherkhopsef ókori egyiptomi herceg volt a XX. dinasztia idején, III. Ramszesz fáraó egyik fia. Ő maga nem lépett trónra, de testvérei vagy féltestvérei voltak IV. Ramszesz, VI. Ramszesz és VIII. Ramszesz, unokaöccse volt V. Ramszesz és VII. Ramszesz, leszármazottai voltak IX. Ramszesz, X. Ramszesz és XI. Ramszesz is.
Anyja kiléte nem biztos, egyes egyiptológusok szerint Titi lehetett az, aki III. Ramszesznek testvére vagy lánya. Titi címei szerint király leánya, testvére, felesége és anyja volt, sírja, a QV52 a Királynék völgyében található. Mások szerint anyja Iszet Ta-Hemdzsert, III. Ramszesz nagy királyi hitvese.
Montuherkhopsef életéről keveset tudni. „Őfelsége első kocsihajtója” volt. Felesége feltehetőleg Tahát, aki sírjában, a Királyok völgye 10-ben „a király anyja” címet viselte; ez arra utal, az ő fiuk volt IX. Ramszesz, mivel más ramesszida király nem ismert, akinek az anyját így hívták volna, emellett szól az is, hogy IX. Ramszesznek volt egy Montuherkhopsef nevű fia. A KV10 sír azonban eredetileg Amenmessze számára készült, utólag alakítottak ki benne egy kamrát Tahát temetéséhez, így nem zárható ki, hogy a „király anyja” cím Amenmessze anyjára vonatkozik, akit szintén Tahátnak hívtak.
Montuherkhopsefet ábrázolták III. Ramszesz fiai közt az uralkodó Medinet Habu-i templomában. Valószínűleg azonos azzal a Montuherkhopseffel, akit a Királyok völgye 13. sírba temettek el, a sír a XIX. dinasztia korának végén élt Bay kancellár számára készült eredetileg, de nem használták. Mivel nem lett belőle fáraó, valószínűleg apja 22. uralkodási éve (i. e. 1164) előtt meghalt, mert öccse, a későbbi IV. Ramszesz ebben az évben lett trónörökös.